# Доде, Альфонс
Альфо́нс Доде́ (фр. Alphonse Daudet; 1840—1897) — французский романист и драматург, прославившийся яркими, часто комическими рассказами из жизни южных областей — Прованса и Лангедока. Наиболее известный из созданных им литературных персонажей — романтик и хвастун Тартарен из Тараскона.

## Биография
Родился 13 мая 1840 года в Лангедоке, в городе Ним, в семье владельца небольшой фабрики шелковых тканей Венсана Доде (1806—1875). В 1848 году отец разорился, фабрику продали, и семья переехала в Лион. Не имея материальной возможности получить высшее образование, будущий писатель по окончании средней школы поступил на должность помощника учителя в провинциальный коллеж, но вскоре оставил это занятие и в возрасте 17 лет вместе со старшим братом Эрнестом переехал в Париж, чтобы зарабатывать себе на жизнь журналистским трудом. Об этом периоде его жизни повествует автобиографический роман «Малыш» (Le Petit Chose, 1868). Однако известность к писателю пришла раньше — с публикацией прозаического сборника «Письма с моей мельницы» (1866).
С 1859 года начинает сотрудничать в нескольких газетах как репортёр и театральный критик. В 1860 году представлен герцогу де Морни, который занимал пост президента Законодательного корпуса Второй Империи. У него Доде получил должность одного из секретарей, что не помешало Альфонсу заниматься журналистской и литературной деятельностью. На службе у де Морни Доде провел почти пять лет, до самой смерти герцога в 1865 году.
В 1867 году молодой писатель женился на поэтессе Жюли Аллар и стал жить исключительно литературным трудом. У них было трое детей: Леон (1867—1942), Люсьен (фр., 1878—1946), дочь Эдме (1886—1937).
Писатель скончался 16 декабря 1897 года в Париже от последствий заболевания сифилисом.

## Творчество

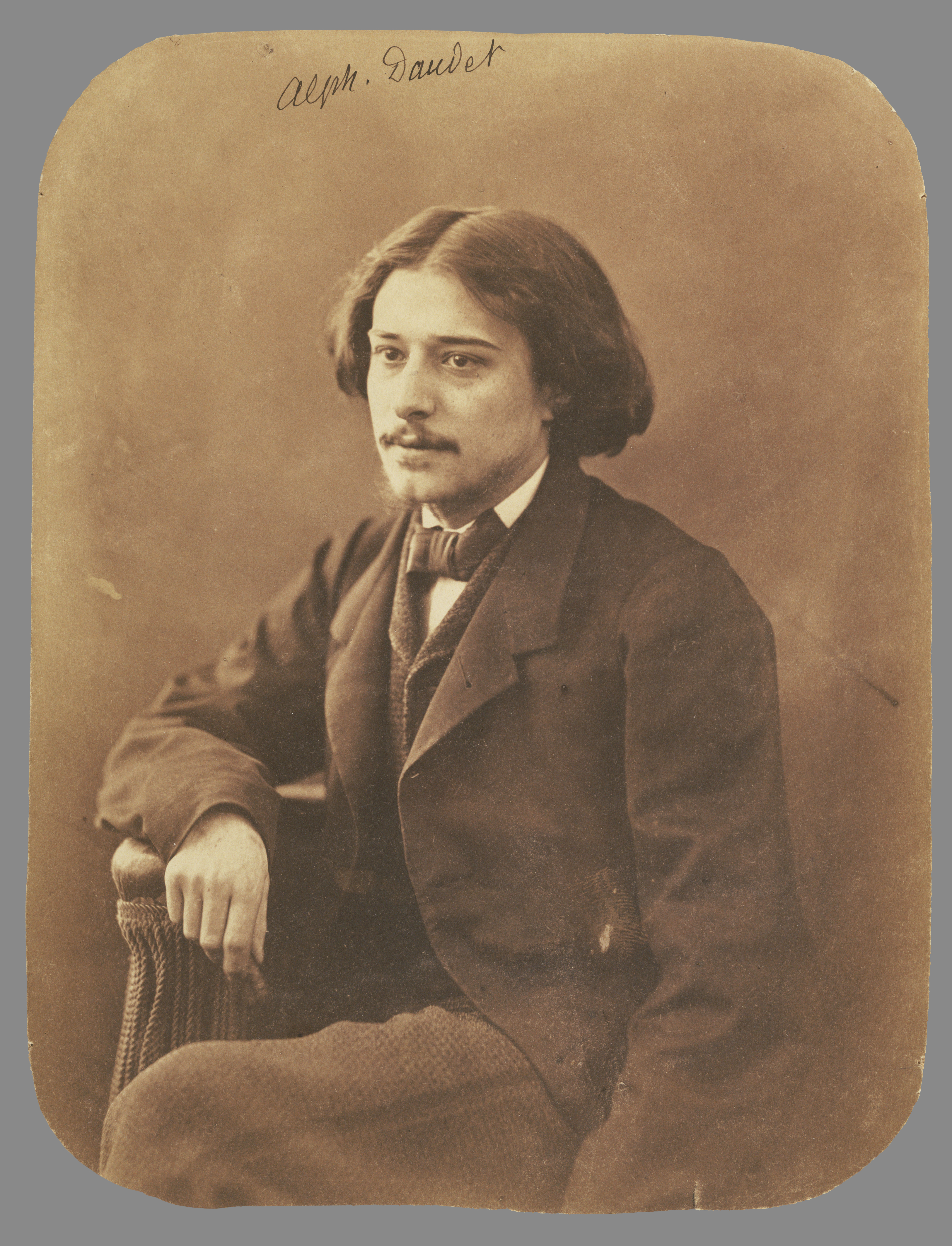
Альфонс Доде. 1860-е годы. Фото Надара

В период 1866—1868-х годов в газетах регулярно печатались его оригинальные лирические новеллы о природе и людях Прованса. Они были опубликованы в 1869 году отдельной книгой, названной «Письма с моей мельницы». Почти в то же время публиковался в прессе текст первого романа Альфонса Доде «Малыш», который вышел отдельной книгой в 1868 году. Эти два произведения принесли писателю славу и деньги.
С декабря 1869 года по март 1870 года в газетах печатается его новый роман «Необычайные приключения Тартарена из Тараскона», который выходит отдельной книгой в 1872 году.
К 30 годам Альфонс Доде стал одним из самых знаменитых французских писателей, сблизился с кругом ведущих литераторов страны, подружился с Флобером, Золя, братьями Гонкур и с Тургеневым, жившим тогда в Париже.
Выход в свет романов «Фромон младший и Рислер старший» (1874) и «Джек» (1876) вызвал новый прилив его популярности.
Главные произведения писателя, которые принесли ему мировую известность, были написаны в течение одного десятилетия (1866—1876), но он жил ещё более 20 лет (умер в 1897 году) и почти ежегодно выпускал по роману, большинство из которых, хотя и не поднимались до уровня его первых книг, но обладали высокими художественными качествами, позволявшими числить его в первой «пятёрке» самых крупных писателей Франции конца XIX века.
В позднем периоде творчества Доде усиливаются критические тенденции, он пишет острые социально-разоблачительные романы («Набоб» — 1877; «Короли в изгнании» — 1879; «Нума Руместан» — 1881; «Евангелистка» — 1883; «Бессмертный» — 1888). В 1880-е годы писатель вновь обращается к образу Тартарена из Тараскона и пишет ещё два романа о нём: «Тартарен в Альпах. Новые похождения тарасконовского героя» — (1885) и «Порт Тараскон. Последние приключения знаменитого Тартарена» (1890).
Вместе с тем, примерно к середине 1880-х годов, у Доде наблюдается все более явный интерес к психологическому анализу, к изображению не столько социальных, сколько внутренних, даже чисто биологических побуждений, толкающих человека на те или иные поступки («Сафо» — 1884; «Роза и Нинетта» — 1891; «Маленький приход» — 1895; «Опора семьи» — 1897). Специально для своего сына Люсьена написал детскую повесть «Прекрасная нивернезка».
Из пьес Доде самая известная — драматургическая переделка его собственного рассказа «Арлезианка» (L’Arlesienne, 1872), успехом немало обязана музыке Жоржа Бизе. Но главное в творчестве Доде — проза. Здесь можно выделить два главных направления: одно отличают юмор, ирония и яркость воображения; другому свойственна натуралистическая точность наблюдений, предельная реалистичность. К первой категории относятся провансальские «Письма с моей мельницы» (Lettres de mon moulin, 1869) и «Тартарен из Тараскона» (Tartarin de Tarascon, 1872) — самые оригинальные и известные его произведения. Ко второй группе принадлежат, в основном, большие реалистические романы, в которых он, не показывая особой фантазии, списывает характеры с реальных лиц, а местом действия чаще всего выбирает Париж.
Произведения Альфонса Доде переводились и переводятся на множество языков.

## «Письма с моей мельницы»
В этом произведении Доде показывает, что существует и совсем иная жизнь, что есть люди, живущие по естественным и справедливым законам природы. Они не делают деньги, не гонятся за богатством и роскошью, не погрязают в пороках, а честно трудятся, умеют искренне и горячо любить, довольствуются малым, радуются прекрасной природе Прованса и мужественно переносят трудности. Рассказы о таких людях строятся на фольклорной основе народных преданий и сказов. Действие разворачивается на фоне сказочно прекрасной природы юга Франции.
Патриархальный, глубоко человечный мир Прованса противостоит бесчеловечному Парижу как символу жестокого прогресса цивилизации, что и привело к книге Доде миллионы читателей.

## Произведения
Ниже приведены наиболее известные работы писателя, полную библиографию см. здесь.

### Романы

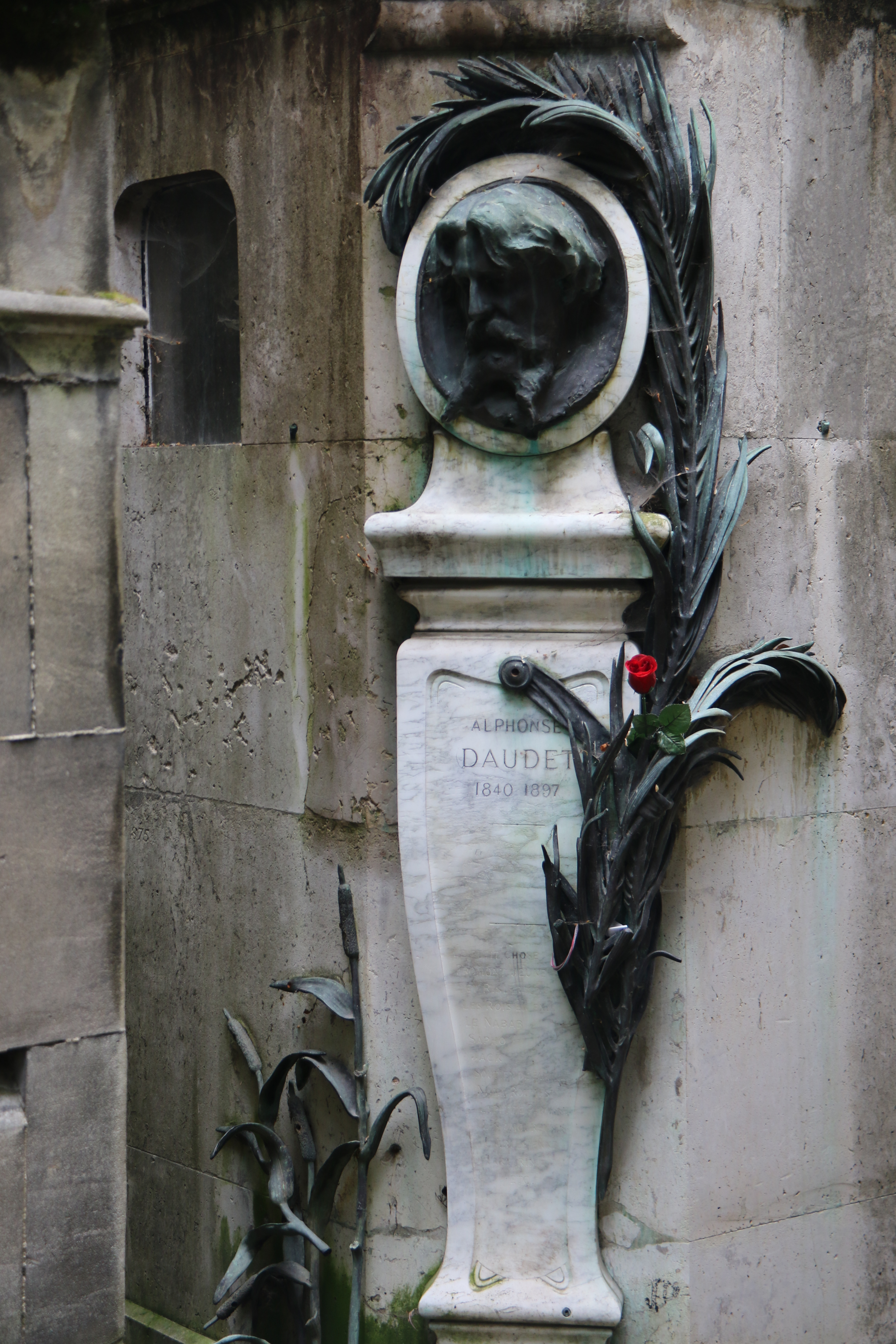
Могила Доде

- «Фромон младший и Рислер старший»[англ.] (Fromont jeune et Risler aîné, 1874)
- «Сафо» (Sapho, 1884)
- «Джек» (Jack, 1876)
- «Набоб» (Le Nabab, 1877)
- «Короли в изгнании» (Les Rois en exil, 1879)
- «Необычайные приключения Тартарена из Тараскона» (Tartarin de Tarascon, 1872)
- «Тартарен в Альпах» (Tartarin sur les Alpes, 1885)
- «Бессмертный» (L’Immortel, 1888)
- «Порт-Тараскон» (Port-Tarascon, 1890)

### Сборники рассказов
- «Рассказы по понедельникам»
- «Письма с моей мельницы»

### Пьесы
- «Арлезианка» (1872),
- «Борьба за существование» (1889)

### Литературные воспоминания
- «Воспоминания литератора» (1888)
- «Тридцать лет в Париже» (1888).

## Экранизации

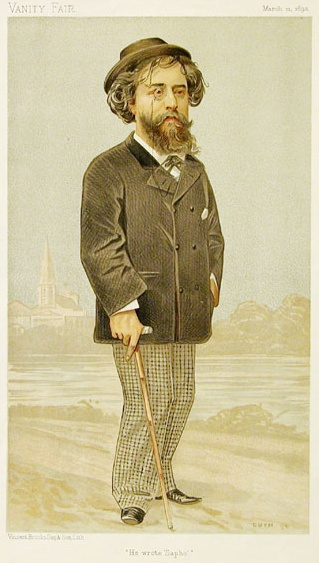
Карикатура работы худ. Жана Батиста Гута

- 1908 — Арлезианка, реж. Альбер Капеллани
- 1922 — Арлезианка, реж. Андре Антуан
- 1923 — Прекрасная нивернезка
- Тартарен из Тараскона — ряд экранизаций
- 1934 — Сафо, реж. Леонс Перре

- 1963 — Любовь и секс (Сафо 1963), реж. Луис Алькориса
- 1992 — Мельница Доде, реж. Сами Павел
- 2009—2010 — сериал Век Мопассана. Повести и рассказы XIX столетия, второй сезон, реж. эпизода Жак Сантамария, в основе новелла «Три малые мессы».